# ГЕС Cat Arm
ГЕС Cat Arm – гідроелектростанція на канадському острові Ньюфаундленд. Використовує ресурс із річки Cat Arm, яка дренує східний схил плато Великого Північного півострова та впадає до затоки Great Cat Arm (врізане у суходіл на десяток кілометрів відгалуження великої затоки Вайт-Бей).
В міжех проекту звели десять гребель та дамб, найбільша з яких (Cat Arm West або Cat Arm A) перекрила саму річку. Вона має висоту 53 метри та утримує водосховище з площею поверхні 48,2 км2 і об’ємом 926 млн м3, в якому припустиме коливання рівня поверхні у операційному режимі між позначками 385 та 394 метри НРМ. Накопичений ресурс по тунелю довжиною 0,8 км подається на схід у менший резервуар, створений на струмку, що впадає до невеличкої бухти Девіл-Коув за дванадцять кілометрів південніше від устя річки Cat Arm. Звідси вода спрямовується по іншому тунелю до розташованого за 2,8 км машинного залу, котрий знаходиться на березі Девіл-Коув.
Основне обладнання станції становлять дві турбіни типу Пелтон потужністю по 63,5 МВт, які при напорі у 386 метрів забезпечують виробництво 680 млн кВт-год електроенергії на рік. 
Видача продукції відбувається по ЛЕП, розрахованій на роботу під напругою 230 кВ.